# Ахмед ибн Ибрагим аль-Гази
Ахмед ибн Ибрагим аль-Гази, также Ахмед Грань (Ахмед Левша; сомал. Axmed Ibraahim al-Qaasi, араб. أحمد بن إبراهيم الغازي‎) 1506 — 21 февраля 1543) — правитель мусульманского султаната Адаль, расположенного на территории нынешних Сомали и Джибути, известный военачальник, один из главных участников Адало-эфиопской войны.

## Биография
Ахмед ибн Ибрагим аль-Гази был сыном военачальника Ибрагима, служившего при дворе султана Адала в Хараре. После поражения, которое султан понёс в 1516 году в войне с Эфиопией, правитель Адала был вынужден согласиться на уплату дани. В результате последовавшей за этим ожесточённой борьбы при дворе Ибрагим, отец Ахмеда, был убит султаном; власть же в государстве захватил князь Махфуз, посадивший на трон Адала султана-марионетку. В 1518 году Махфуз погиб в новой войне с Эфиопией.
В 14-летнем возрасте в 1520 году Ахмед ибн Ибрагим аль-Гази, несмотря на недовольство воинов, женится на дочери Махфуза Бати дел Вамбара; он убивает султана, собиравшегося капитулировать перед Эфиопией, и возводит на султанский трон Бакарата. В 1525 году он свергает и этого султана и сам принимает этот титул и руководство Адалом. В 1527 году Ахмед провозглашает джихад, «священную войну» против Эфиопии. В 1531 и 1533 годах у Ахмеда ибн Исмаила родились сыновья.
Выступив в поход во главе исламизированных кочевых племён, Ахмед ибн Исмаил вновь, на время своего отсутствия, делает султаном Адала Бакарата. В 1529 году Ахмед ибн Исмаил сумел победить эфиопского императора Давида II и захватить три четверти (по другим данным — пять шестых) территории этой страны. Однако в 1543 году войско мусульман было разбито в битве при Вайна Дага объединённой армией эфиопов и португальцев, возглавленной молодым императором Эфиопии, Клавдием. Сам Ахмед ибн Исмаил в этом сражении был убит португальским стрелком.
Вдова Ахмеда ибн Исмаила, дочь Махфуза, попала в плен, однако позднее была обменяна на одного из эфиопских принцев, находившегося в заточении у мусульман (по другим сведениям, в плен попал и был обменян сын Ахмеда ибн Исмаила). Бати дел Вамбара стала регентшей султаната и вышла замуж за племянника Ахмеда ибн Исмаила, Нур ибн Муджахида. В результате она получила власть некоронованной султанши и правительницы над Адалом и зависимых от него мусульманских территорий. После смерти марионеточного султана Бакарата она возобновила войну с Эфиопией, однако потерпела в ней несколько поражений. Бати дел Вамбара скончалась 1552 году, в 1567 году — Нур аль-Муджахид. Погибли также во время войн с Эфиопией и оба сына Ахмеда ибн Исмаила.